# Drogtest i Sverige
Drogtest innebär att man samlar in biologiskt material från en individ för att bestämma om den använt droger.

## Svenska arbetsmarknaden
LO:s ståndpunkt är till exempel att droger påverkar sjukfrånvaron, antalet olyckor, kvaliteten på utfört arbete och de sociala relationerna på arbetsplatsen. Därför accepterar LO varken alkohol eller andra droger i samband med arbetet.
Intresset för drogtester bland arbetsgivare har ökat den senaste tiden. 2005 genomförde cirka 70 av 100 storföretag tester bland sina anställda, de flesta vid nyanställning eller misstanke om påverkan.
Generella och slumpvisa drogtester är något som facken är kritiska till när det inte direkt sker för att värna säkerheten. De menar att det kränker de anställdas integritet, skapar osäkerhet och är ett dåligt instrument för att förebygga missbruk. LO är också emot alla snabbtester som utförs av icke ackrediterade laboratorier.
Ett ökande antal fackförbund och lokala fackliga organisationer har tecknat avtal om alkohol- och drogtester för de fall då det föreligger misstankar om påverkan hos en viss person på arbetsplatsen. Inom vissa branscher, exempelvis transportbranschen och kärnkraftsindustrin, omfattar avtalen även möjligheten att göra generella och slumpvisa drogtester. Allt fler företag tecknar avtal med den lokala fackliga organisationen som ger rätt till slumpvisa drogtester av alla anställda.

## Inom skolor
Drogtester genomförs även i gymnasieskolor vid misstanke om påverkan. Från 1 juli 2010 får drogtest göras även av barn under 15 år, tidigare krävdes tillstånd av vårdnadshavaren.

## Inom totalförsvaret
Regeringen har lagt en proposition som innebär att alla som fullgör värnplikt eller civilplikt blir skyldiga att vid anmodan lämna urin, blod, svett eller hårprov vid drogtester.